# Verraad op de Veluwe
Verraad op de Veluwe is een stripverhaal uit de reeks van Suske en Wiske. Het is geschreven door Marc Verhaegen en gepubliceerd in De Standaard en Het Nieuwsblad van 24 augustus 2004 tot en met 11 december 2004. De eerste albumuitgave was op 8 december 2004.

## Locaties
Dit verhaal speelt zich af op de volgende locaties:
- Gelderland met de Veluwe (het nationaal park De Hoge Veluwe), Nationale Jachthuis Sint-Hubertus, Kröller-Müller Museum, de Pampel, Kemperberg met reeënbosjes, Franse berg met de fundamenten voor het “Groot Museum”.

## Personages
In dit verhaal spelen de volgende personages mee:
- Suske, Wiske met Schanulleke, tante Sidonia, Lambik, Jerom, baron van Voorst tot Voorst, ambulancebroeder, Joost Jonker Junior, Jasmina (elfje), Gerrit (hert), Jasprina (elf), Vale Ouwe en andere kobolden, Jan-Piet, Amforia (elfenkoningin), Willem, Marinus, Jan.

## Het verhaal
De vrienden zijn uitgenodigd door baron van Voorst tot Voorst, de directeur van het nationale park de Hoge Veluwe in Gelderland. De baron vertelt dat het Hubertus-gilde dieren afschiet, omdat ze anders zouden omkomen van de honger. Als de vrienden een schot horen, vindt Wiske een gewond hert dat kan praten. Het hert waarschuwt voor de Vale Ouwe, maar alleen Suske en Wiske horen dit. ’s Avonds legt de baron uit hoe het park is ontstaan, Anton Kröller kocht tussen 1909 en 1921 gebieden op omdat hij een jachtterrein wilde. Zijn vrouw, Helene, liet een museum bouwen. Maar dan valt het licht uit en de baron wordt neergeslagen en hij vraagt de vrienden om hulp. Een ambulance haalt de baron op, maar de GSM van de vrienden gaat stuk tijdens een onweerstorm. Lambik maakt ook de vaste telefoon kapot en de vrienden zijn nu van de buitenwereld afgesloten. Joost Jonker Junior wil het terrein van zijn voorouders, de Pampel, terug en vond een elfje. Dit elfje heeft hem over de Vale Ouwe vertelt en Joost wil deze kobold gebruiken voor zijn plannen.
Tijdens een storm vliegt Schanulleke het raam uit en Suske en Wiske proberen haar te zoeken. Tijdens de zoektocht zien de kinderen Joost lopen en Suske volgt hem, terwijl Wiske Schanulleke blijft zoeken. Wiske ziet dan een elfje, ze stelt zich voor als Jasprina en vertelt dat haar zusje is ontvoerd door Joost. Als Wiske vertelt dat Joost de kobold weer tot leven wil wekken vertelt Jasprina over het schrikbewind dat de kobolden in de Veluwe uitvoerde. De boeren vroegen hulp aan de elfenkoningin Amforia en zij maakte een magische drank. De kobolden werden geraakt door pijlen met deze magische drank en de kobolden veranderden in levenloze stronken. De Vale Ouwe vluchtte in een grot en vervloekte de boeren, die in dieren veranderden (moeflon, edelhert, everzwijn, ree). Toen de elfenkoningin hem met een pijl raakte, werd zij door zijn koboldenstaf geraakt en veranderde in een glanzende kever. De elfjes verstopten de koboldenstaf in de grot, maar zagen een tijdje geleden dat iemand uit een gang kroop die onder het “Stenen Gewei” ligt.
De dieren van het woud waarschuwen Joost en zeggen dat hij zich beter niet met de kobold kan bezighouden. De dieren zoeken zijn koboldenstaf, zijn al enkele eeuwen op zoek, en zeggen dat Joost de Vale Ouwe moet laten verdwijnen als hij de Pampel weer in zijn bezit heeft. Suske ziet hoe Joost een geheime gang opent onder het “Stenen Gewei” en volgt hem. De kobold krijgt een vloeistof over zich heen en komt tot leven, hij slaat Suske bewusteloos en belooft Joost het gebied weer te veroveren voor hem. Joost zorgt ervoor dat de kobold Suske niet doodt en hij gaat snel de grot uit, de kobold vraagt hem nog of hij weet waar de koboldenstaf is. Gerrit waarschuwt Joost opnieuw dat hij zich niet moet bemoeien met de kobold en moet accepteren dat het gebied niet meer van zijn familie is. Wiske kan Suske bevrijden en samen binden ze Joost vast. Jasprina waarschuwt Lambik, Jerom en tante Sidonia en gaat met hen op zoek naar haar zusje. Het lukt Joost om zich uit de touwen te bevrijden en hij dwingt het elfje hem te vertellen waar het dwergenleger is. Suske en Wiske worden vastgebonden en achtergelaten in de hut en Jasprina wordt in een boomstronk veranderd, terwijl Joost naar de voet van de Kemperberg bij de reeënbosjes gaat.
Tante Sidonia, Lambik en Jerom bevrijden de kinderen en het Jasprina valt flauw als ze ziet dat haar zusje in een boomstronk is veranderd. Joost komt bij de Franse berg met de fundamenten voor het “Groot Museum”, het project is echter nooit afgemaakt. Bij de Kemperberg komen de dieren opnieuw naar Joost, maar ze kunnen niet voorkomen dat hij het dwergenleger tot leven brengt. Joost beseft al snel dat de kobolden hem niet gehoorzamen en Gerrit kan hem uit de groep kobolden bevrijden. De Vale Ouwe vindt de flessen met magische vloeistof en Lambik probeert deze te bemachtigen, maar na een strijd wordt Jerom geraakt door het stronksap en hij verandert ook in een boomstronk. Vale Ouwe vlucht, maar ook het ontdooisap is verspild, maar dan wordt Joost door de dieren bij Suske en Wiske gebracht. Lambik brengt Joost naar tante Sidonia en de twee elfjes en de dieren vragen Suske en Wiske om hun menselijke gedaante terug te geven. De kobolden vinden Vale Ouwe en de bende plundert de omgeving. Samen met de dieren vechten Suske en Wiske tegen de kobolden en op een gegeven moment zien de kinderen een jongetje. Jan-Piet vertelt dat hij een pratende kever heeft gevonden, maar deze werd door een man meegenomen.
De kobolden zien het Kröller-Müller Museum en zijn bang voor de vreemde schilderijen, ze besluiten dan de toren van Jachthuis Sint-Hubertus te verwoesten. Suske en Wiske horen van Jan-Piet dat de baas van het park zijn kever heeft meegenomen en de kinderen beseffen dat dit de baron moet zijn. Tante Sidonia raakt tijdens het schoonmaken een glazen fles, waarna een kever kan ontsnappen. De kever vertelt tante Sidonia dat ze Amforia is, maar dan wordt tante Sidonia door de kobolden neergeslagen. Jasprina komt weer bij bewustzijn en moet van de kever de open haard aansteken en wat zilverwerk smelten om hiermee pijlen te maken. Suske en Wiske komen met de dieren aan bij het Jachthuis en vechten tegen de kobolden. Wiske hoort van de kever dat de koboldenstaf in het standbeeld op de binnenplaats is verborgen, maar Vale Ouwe vindt hem eerder. Gelukkig heeft de baron de echte staf, en hij eist dat Vale Ouwe de dieren hun menselijke gedaante teruggeeft. Ook moet Vale Ouwe zich met zijn leger terugtrekken, maar dan valt de koboldenstaf in het water. Er verschijnt een enorm watermonster, maar dat wordt door Jasprina geraakt met een zilveren pijl. De koboldenstaf is nu vernietigd en Amforia krijgt haar normale uiterlijk terug en de elfenkoningin raakt Vale Ouwe met de tweede pijl. De dieren krijgen hun menselijke gedaante terug en krijgen een tweede leven, de kobolden zijn veranderd in kleine houten beeldjes en Vale Ouwe is verdwenen. De vrienden nemen afscheid van de elfjes en de graaf.

## Achtergronden bij het verhaal
Het nationale park De Hoge Veluwe kwam bij de Studio Vandersteen met het verzoek om een verhaal te schrijven over het park. Marc Verhaegen, de schrijver en tekenaar van Suske en Wiske, heeft in het park een kijkje genomen om inspiratie op te doen. Het album is ook verkrijgbaar op diverse plaatsen in het park.
Eerder zijn de striphelden ook al in het park geweest. Paul Geerts tekende in 1991 het verhaal Het witte wief, wat zich grotendeels afspeelt in de buurt van Ede.